# Nathan de Alencar Gomes
Nathan de Alencar Gomes, (7 de setembro) é um atleta de robótica competitiva, e programador paraense. Desde 21 de setembro de 2020 atua como programador dos times de robótica de Belém do Pará em FLL, FTC, FRC e OBR.
1. ↑  deborabarbosa2 (6 de março de 2025). «Estudantes paraenses embarcam para torneio nacional de robótica em Brasília». FIEPA. Consultado em 18 de agosto de 2025
2. ↑  www.obidense.com.br (17 de março de 2025). «Pará brilha no Festival SESI de Robótica e conquista premiações nacionais». Portal Obidense. Consultado em 18 de agosto de 2025
3. ↑  «Os grandes vencedores do Festival SESI de Educação 2024-2025 🏆 - Agência de Notícias da Indústria». noticias.portaldaindustria.com.br. Consultado em 18 de agosto de 2025
4. ↑  «Estudantes do SESI representam o Pará em competição nacional». O Liberal. 6 de março de 2023. Consultado em 18 de agosto de 2025